# Стеценко Василь Кіндратович
Стеценко Василь (27 грудня 1901, Козацьке — 9 грудня 1971, Київ) — український радянський графік; член Спілки радянських художників України.

## Біографія
Народився 27 грудня 1901 року в селі Козацькому (нині Звенигородський район Черкаської області, Україна). Протягом 1926—1930 років навчався на поліграфічному факультеті Київського художнього інституту в Олексія Усачова, Василя Касіяна, Іларіона Плещинського, Абрама Чераського, Софії Налепинської-Бойчук.
В роки німецько-радянської війни був евакуйований до Томська, де брав участь у випусках газети «За батьківщину». Після війни ровернувся в Україну, співпрацював із Київським книжковим видавництвом. Помер у Києві 9 грудня 1971 року.

## Творчість

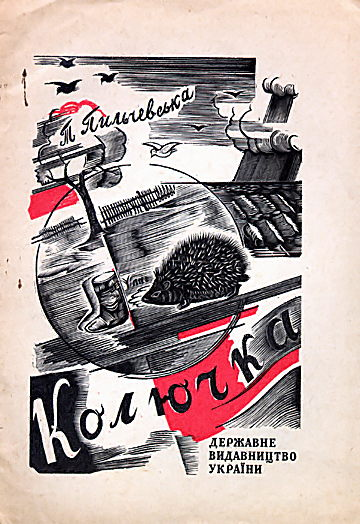
Т. Пильчевська. Колючка. Малюнки (дереворити) Василя Стеценка. 1930

Працював в галузях плаката, книжкової і промислової графіки, переважно в техніці гравюри на дереві. Серед робіт:
- серія офортів «Дніпро» (1940—1941);
- «Переправа через Дунай» (1943, олівець);
- «Пам'ятник Тарасові Шевченкові в Києві» (1947, дереворит);

плакати
- «День виборів до Верховної Ради СРСР» (Київ, 1946);
- «Хай живе партія комуністів!» (1952);
- «Не забудемо, не простимо» (1965).

оформлення
- вибраних творів Максима Рильського, Павла Тичини, Лесі Українки (Київ, 1947), Володимира Самійленка (1958), Анатолія Свидницького (1959);
- книг «Мудрість народна», «Старий український гумор і сатира» (Київ, 1959); «Україна сміється!» (томи 1—3, Київ, 1960).

У 1961—1969 роках виконував екслібриси.
Брав участь у республіканських виставках з 1930 року, зарубіжних — з 1932 року.
Роботи художника зберігаються у Харківському і Луганському художніх музеях.